# Oberbayerisches Volksblatt
Das Oberbayerische Volksblatt (OVB) ist eine regionale Tageszeitung. Sie ist die Hauptausgabe der zur Zeitungsgruppe Ippen gehörigen OVB-Heimatzeitungen, zu denen auch die Zeitungstitel Chiemgau-Zeitung, Mangfall-Bote, Wasserburger Zeitung, Mühldorfer Anzeiger, Waldkraiburger Nachrichten und Neumarkter Anzeiger gehören. Das Verbreitungsgebiet der OVB-Heimatzeitungen umfasst Stadt und Landkreis Rosenheim, den Landkreis Mühldorf sowie den westlichen Landkreis Traunstein. Der Mantelteil der OVB-Heimatzeitungen entsteht in Zusammenarbeit mit dem Münchner Merkur.
Herausgeber der Zeitung sowie ihrer Regionalausgaben und Kopfblätter ist die Oberbayerisches Volksblatt GmbH & Co KG mit Sitz in Rosenheim. Geschäftsführer ist Oliver Döser, dem sein Vater Alfons Döser zu seinem 65. Geburtstag im Jahre 2003 die Geschäftsleitung übergeben hatte.
Die verkaufte Auflage des Oberbayerischen Volksblatts beträgt 63.135 Exemplaren, ein Minus von 17,2 Prozent seit 1998.

## Eigentumsverhältnisse
Am Verlag Oberbayerisches Volksblatt GmbH & Co Medienhaus KG sind beteiligt die Zeitungsverlag Oberbayern GmbH & Co. KG (Verlag des Miesbacher Merkur, einem Kopfblatt des Münchner Merkurs) mit 34,5 Prozent, die Wendelstein Verlags GmbH & Co. KG der Verlegerfamilien Gasteiger und Döser mit 33,3 Prozent (siehe auch Alfons Döser), die CSW GmbH & Co KG der Brauereibesitzer Christian und Stefan Wieninger mit 30 Prozent, sowie Thomas und Oliver Döser mit jeweils 1,1 Prozent des Kapitals.
Über die Zeitungsverlag Oberbayern GmbH & Co. KG ist die Zeitungsgruppe Ippen an dem Verlag beteiligt – sie hält am Zeitungsverlag Oberbayern mit ihren beiden Hauptbeteiligungsgesellschaften (Westfälischer Anzeiger Verlagsgesellschaft mbH & Co. KG  (Westfälischer Anzeiger) mit 30,2 Prozent und F. Wolff & Sohn KG (Leine Deister Zeitung) mit 28,6 %) zusammen 58,8 Prozent. Die Zeitungsverlag Oberbayern GmbH & Co. KG ist mit einer Überkreuzbeteiligung mit der WWZ Beteiligungsgesellschaft mbH verbandelt, an der wiederum die bereits bekannten Wendelstein Verlags GmbH & Co. KG und CSW GmbH & Co KG der Wieningers Anteile von einem Drittel und 30 Prozent halten. Über ihren 34,5-prozentigen Anteil an der WWZ ist die Zeitungsverlag Oberbayern GmbH & Co. KG mit jeweils einem Drittel an den Münchner Zeitungsverlagen der Ippen-Gruppe beteiligt (Münchner Merkur, tz), sowie an mehreren Rundfunkveranstaltern, und mit 50 Prozent an der Privatbrauerei Wieninger Beteiligungs GmbH & Co. KG der oben erwähnten Brauerei.

## Geschichte
Nach dem Zweiten Weltkrieg wollte die amerikanische Besatzungsmacht in Bayern anstelle der bis 1945 vorherrschenden kleinteiligen Presselandschaft mit zahlreichen Lokalzeitungen eine überschaubare Zahl mittelgroßer Regionalzeitungen mit höherer Auflage aufbauen. In Oberbayern wurden von den Amerikanern nur in München, Ingolstadt, Rosenheim, Garmisch-Partenkirchen und Bad Reichenhall neue Zeitungen lizenziert. Die Lizenz für eine neue Zeitung in Rosenheim erhielten Leonhard Lang und Ernst Haenisch. Am 8. Oktober 1945 wurde die neue Rosenheimer Zeitung mit dem Titel Oberbayerisches Volksblatt von der amerikanischen Militärregierung in München genehmigt. Die Lizenz bezog sich auf die Stadt Rosenheim und die damaligen Landkreise Rosenheim, Bad Aibling, Wasserburg und Mühldorf. Das Oberbayerische Volksblatt, genehmigt mit der „Lizenz Nr. 6“, war die sechste neue Zeitung in Bayern. Die erste Ausgabe erschien am 26. Oktober 1945. 

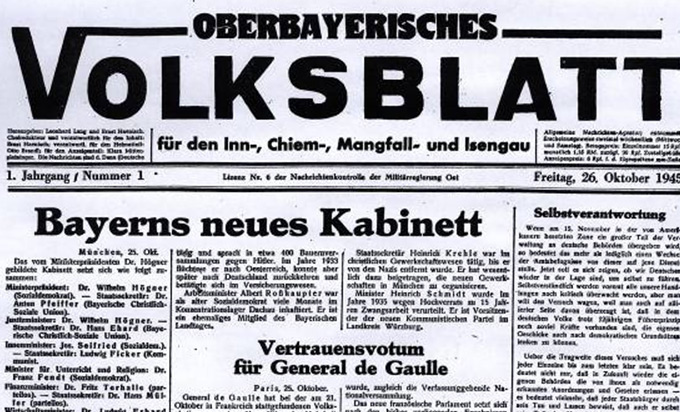
Die Titelseite der 1. Ausgabe des Oberbayerischen Volksblatts vom 26. Oktober 1945 (Ausschnitt)

 Redaktion und Verlag der neuen Zeitung hatten ihren Sitz im Verlagsgebäude an der Prinzregentenstraße, in dem bis Mai 1945 der Rosenheimer Anzeiger produziert worden war.
Diese traditionsreiche Tageszeitung hatte der Münchner Buchdrucker Erasmus Huber 1854 in Wasserburg als Rosenheimer Wochenblatt gegründet. 1860 verlegte er den Verlagssitz nach Rosenheim, wo er die Zeitung drei Jahre später in Rosenheimer Anzeiger umbenannte. 1868 verkaufte Huber das Unternehmen an Hieronymus Mühlberger und Ludwig Gaßner. 1871 gründeten katholisch-konservative Kreise als Konkurrenzblatt zum Rosenheimer Anzeiger das Rosenheimer Tagblatt Wendelstein, das sich erbitterte journalistische Gefechte mit seinem liberalen Kontrahenten lieferte. Im gleichen Jahr erwarb Michael Niedermayr aus Altenbeuern den Rosenheimer Anzeiger, der ab 1875 als Tageszeitung erschien. Nachfolger von Michael Niedermayr war sein Sohn Robert. 1935 trat auch dessen Sohn Franz in den Verlag ein. Der Rosenheimer Anzeiger war zu diesem Zeitpunkt schon „gleichgeschaltet“ und von der NSDAP auf Parteilinie gebracht worden. Die letzte Ausgabe des Rosenheimer Anzeigers erschien am 1. Mai 1945.
1949, vier Jahre nach Gründung des Oberbayerischen Volksblatts, stieg Franz Niedermayr als weiterer Gesellschafter und Geschäftsführer in den Verlag des OVB ein. Als im gleichen Jahr der Lizenzzwang für die Gründung von Zeitungen aufgehoben wurde, konnte sich das Oberbayerische Volksblatt erfolgreich gegen die Konkurrenz der nun wieder gegründeten Lokalblätter behaupten.

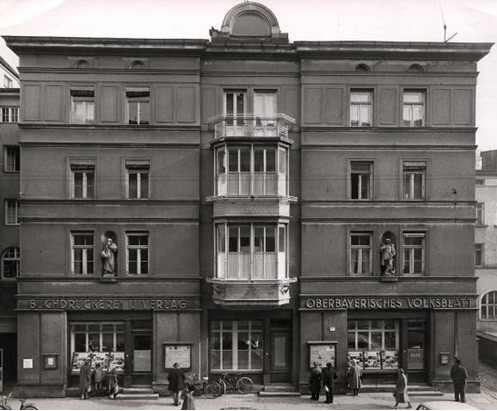
Das ehemalige Verlagshaus an der Prinzregentenstraße in Rosenheim in den 1950er Jahren

1951 stieg der Rosenheimer Wendelstein-Verlag mit einem Anteil beim Oberbayerischen Volksblatt ein. Die kleine Tageszeitung Rosenheimer Tagblatt Wendelstein wurde daraufhin eingestellt. 1952 änderte man die Jahrgangszählung des Oberbayerischen Volksblatts vom 8. auf den 98. Jahrgang, um somit die Tradition der 1855 erstmals erschienenen Vorgängerzeitung Rosenheimer Anzeiger aufzunehmen. Nach dem Ausscheiden von Ernst Haenisch und dem Tod von Leonhard Lang wurde schließlich 1967 der Münchner Merkur mit 33 Prozent Gesellschafter beim Oberbayerischen Volksblatt. Seitdem übernimmt das OVB Teile des Mantels vom Münchner Merkur.
1972 eröffnete der Verlag des Oberbayerischen Volksblatts eine neue Druckerei in der Aisingerwies am Rosenheimer Stadtrand. 1979 zog sich Franz Niedermayr altersbedingt nach 30 Jahren von der Verlagsleitung zurück, wodurch Alfons Döser, seit 1968 neben Niedermayr in der Geschäftsführung tätig, alleiniger Geschäftsführer und Verleger der Zeitung wurde. 1982 – 15 Jahre nach dem Einstieg des Münchner Merkurs in den OVB-Verlag – gelang es dem Rosenheimer Zeitungsverlag im Gegenzug Teilhaber am Münchner Merkur und der Boulevardzeitung tz zu werden. 1990 wurde schließlich unweit des bisherigen Verlagsgebäudes ein neues Verlagshaus an der Hafnerstraße bezogen. 1997 startete der Internet-Auftritt ovb-online.de. Verleger Alfons Döser zog sich 2003 aus der Verlagsleitung zurück; seitdem waren Oliver Döser und Norbert Lauinger, ab 2014 nur noch O. Döser Geschäftsführer des Medienunternehmens. 2004 feierte der Verlag den 150. Zeitungsjahrgang des OVB und seiner Vorläuferzeitung Rosenheimer Anzeiger.
2007 führten die OVB-Heimatzeitungen einen umfassenden gestalterischen Relaunch durch. 2009 starteten die Internet-Portale von ovb24. Die OVB24 GmbH ist eine von 14 Unternehmungen der OVB Media. Rund 20 Millionen Euro investierte der Verlag 2013 in ein neues Druckzentrum. Seit August 2020 verantworten neben Oliver Döser zudem Bernd Stawiarski und Florian Schiller die Geschäftsführung der OVB Heimatzeitungen und der OVB Media. 

## Auflage
Das Oberbayerische Volksblatt hat wie die meisten deutschen Tageszeitungen in den vergangenen Jahren an Auflage eingebüßt. Die verkaufte Auflage ist in den vergangenen 10 Jahren um durchschnittlich 2,8 % pro Jahr gesunken. Im vergangenen Jahr hat sie um 3,7 % abgenommen. Sie beträgt gegenwärtig 63.135 Exemplare. Der Anteil der Abonnements an der verkauften Auflage liegt bei 72,3 Prozent.
| 1998  | 1999  | 2000  | 2001  | 2002  | 2003  | 2004  | 2005  | 2006  | 2007  | 2008  | 2009  | 2010  | 2011  | 2012  | 2013  | 2014  | 2015  | 2016  | 2017  | 2018  | 2019  | 2020  | 2021  | 2022  | 2023  | 2024  |
| ----- | ----- | ----- | ----- | ----- | ----- | ----- | ----- | ----- | ----- | ----- | ----- | ----- | ----- | ----- | ----- | ----- | ----- | ----- | ----- | ----- | ----- | ----- | ----- | ----- | ----- | ----- |
| 76221 | 76671 | 75590 | 75274 | 74649 | 73710 | 73166 | 72417 | 72159 | 71973 | 70842 | 71745 | 69645 | 68442 | 68496 | 66106 | 64398 | 62512 | 60756 | 59237 | 57960 | 56094 | 55304 | 54281 | 51988 | 50585 | 48696 |

## Verbreitungsgebiet der OVB-Heimatzeitungen
Das Oberbayerische Volksblatt mit seinen Lokalausgaben hat in weiten Teilen seines Verbreitungsgebiets Alleinstellung. Nur im Osten des Verbreitungsgebiets deckt sich die Abdeckung des OVB nicht mit den Landkreisgrenzen. Östlich von Mühldorf sowie im westlichen Landkreis Traunstein überschneiden sich das Verbreitungsgebiet des OVB mit dem der Passauer Neuen Presse (PNP), des Traunsteiner Tagblatts und des Trostberger Tagblatts.
Neben der Hauptausgabe Oberbayerisches Volksblatt für Rosenheim, die angrenzenden Gemeinden und das Inntal gibt es nachfolgende Lokalausgaben:
- Mangfall-Bote im Altlandkreis Bad Aibling (westlicher Landkreis Rosenheim) mit Redaktionen in Bad Aibling und Kolbermoor
- Chiemgau-Zeitung im Raum Prien und rund um den Chiemsee (östlicher Landkreis Rosenheim, westlicher Landkreis Traunstein)
- Wasserburger Zeitung im Altlandkreis Wasserburg (nördlicher Landkreis Rosenheim, Teile der Landkreise Mühldorf und Traunstein)
- Mühldorfer Anzeiger im Landkreis Mühldorf
- Waldkraiburger Nachrichten im Landkreis Mühldorf
- Neumarkter Anzeiger im Landkreis Mühldorf

## Auszeichnungen
- 2009 erhielt das Oberbayerische Volksblatt den renommierten Ferag-Leser-Blatt-Bindungspreis. Dieser Journalistenpreis wird seit 2007 jährlich vom Verband Deutscher Lokalzeitungen vergeben. Dabei wurde die OVB-Zeitungsserie „Was mich freut – was mich ärgert“ mit dem ersten Preis in der Kategorie „Redaktion“ ausgezeichnet.

Weitere Auszeichnungen:
- 1993: Publizistik-Preis der bayerischen Bezirke
- 2000: Publizistik-Preis der bayerischen Bezirke/Sonderpreis
- 2003: Ehrenpreis des Fördervereins Bairische Sprache und Dialekte
- 2010: Caritas-Medienpreis/Print

## Auftritt im Internet
Die Online-Portale der OVB24 GmbH decken nicht nur das Verbreitungsgebiet der OVB Heimatzeitungen ab, sondern bilden darüber hinaus auch die Landkreise Berchtesgadener Land, Traunstein und Altötting ab. Berichterstattung im Bewegtbild veröffentlicht das Unternehmen über einen entsprechenden Youtube-Kanal.

## OVB-Spendenaktionen
Seit 1990 führen die OVB-Heimatzeitungen alljährlich mit großem Erfolg eine Weihnachtsspendenaktion durch. Die Leser spendeten bis 2015 rund 10,8 Millionen Euro für soziale Einrichtungen und Menschen in Not. Über 1,5 Millionen Euro brachte eine Spendenaktion der Zeitungsgruppe zu Gunsten der Opfer des Jahrhunderthochwassers 2013 ein.

## Zeitung in der Schule
Seit 1994 bieten die OVB-Heimatzeitungen zusammen mit dem IZOP-Institut Schulprojekte an. Insgesamt nahmen bis heute über 20.000 Schüler an den jeweils dreimonatigen Aktionen Zeitung in der Schule und Zeitung in der Grundschule teil.